# Luca Marelli
Luca Marelli (Como, 17 febbraio 1972) è un opinionista ed ex arbitro di calcio italiano.

## Carriera
Nato a Como, inizia ad arbitrare nel 1994, all'età di ventidue anni, entrando in seguito a far parte della sezione AIA di Como.
Nel 2001, a ventotto anni, arriva in Serie C, dove arbitrerà per quattro stagioni, per un totale di 68 gare, comprese tre finali play-off (Martina-Pescara 0-0, finale d'andata del girone B di Serie C1 2002-2003, Viterbese-Crotone 0-0, finale d'andata del girone B di Serie C1 2003-2004 e Avellino-Napoli 2-1, finale di ritorno del girone B di Serie C1 2004-2005).
Nel 2005, a 32 anni, viene promosso nella CAN A/B per volontà dell'allora designatore Maurizio Mattei e il 4 settembre debutta in Serie B, nel secondo turno di campionato, nella sfida tra Ternana e AlbinoLeffe, vinta per 1-0 dagli umbri.
Nello stesso anno, il 4 dicembre, esordisce in Serie A, in Lazio-Siena, quattordicesima di campionato, terminata 3-2 per i biancocelesti, gara nella quale non estrae nessun cartellino.
La sua carriera si interrompe temporaneamente il 3 novembre 2007, quando si infortuna durante la partita di Serie B Ascoli-Treviso (uno scontro fortuito con l'ascolano Thomas Job gli causa la frattura del perone, la partita viene portata a termine dal quarto ufficiale Vincenzo Manna di Isernia).
Il 2 novembre 2008 arbitra per l'ultima volta in Serie A, dirigendo Atalanta-Lecce 0-0, decima di campionato.
Arbitra l'ultima gara il 23 maggio 2009, Piacenza-Mantova 1-2, penultima giornata di Serie B.
Nell'estate 2009 viene dismesso dalla CAN A/B. Termina con 15 gare arbitrate in Serie A e 58 in Serie B.
In seguito entra nel Comitato Regionale Arbitri (CRA) della Lombardia con il ruolo di componente per le designazioni di Eccellenza e Promozione: tale incarico viene revocato prima del termine della stagione 2009-2010 a causa di contrasti interni al CRA.
Nel luglio 2011 decide di dimettersi dall'AIA per profondi contrasti con il presidente del CRA lombardo Alberto Zaroli e con il Presidente dell'Associazione Arbitri Marcello Nicchi.
Di professione avvocato, è titolare di uno studio legale a Como, aperto nel corso degli anni della carriera arbitrale.
È inoltre opinionista nel programma radiofonico di Radio 24 Tutti convocati e sulla rete televisiva Top Calcio 24, oltre a gestire un canale YouTube. Dalla stagione 2021-2022 è commentatore tecnico arbitrale per DAZN.